# Elodeidy

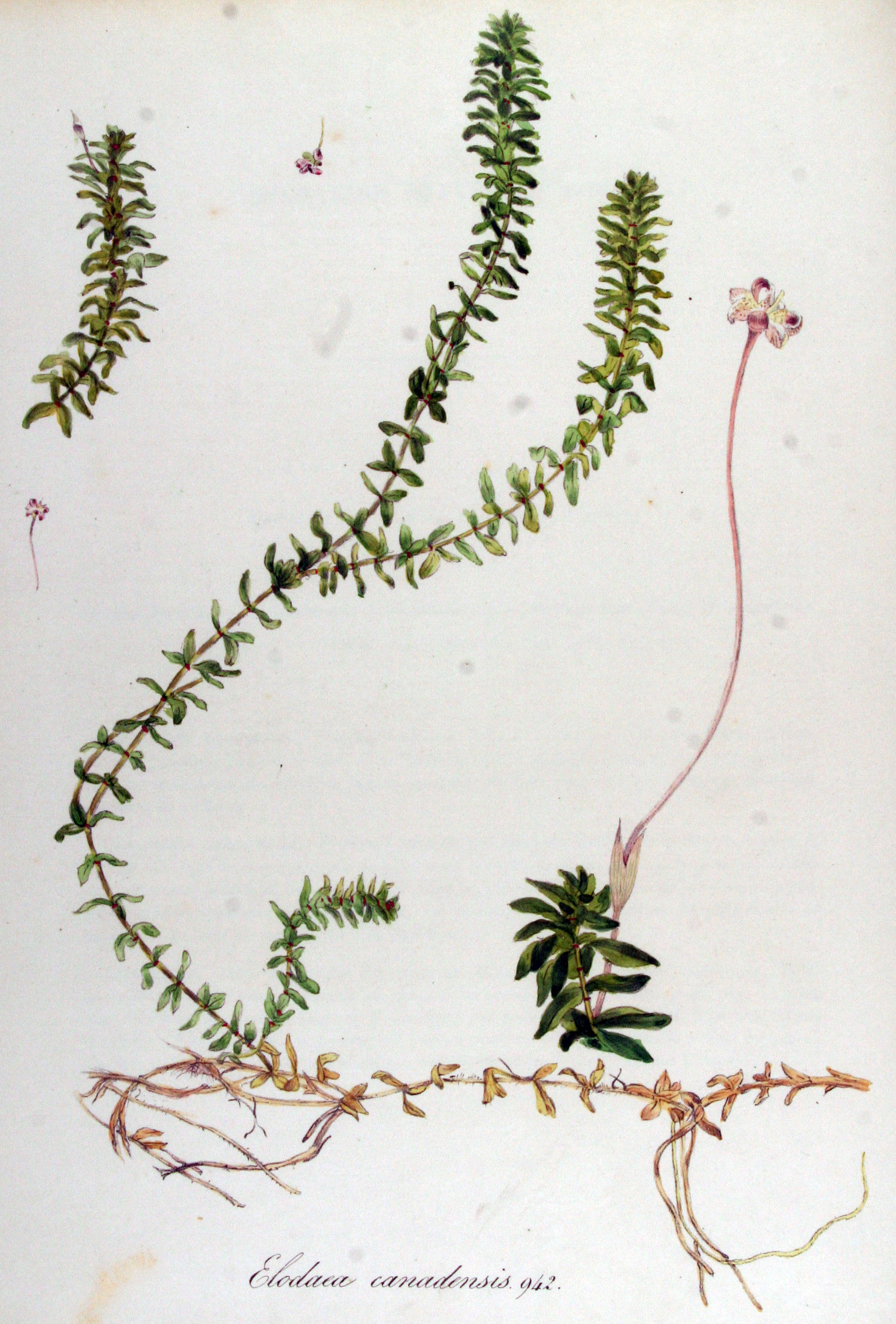
Moczarka kanadyjska

Elodeidy – forma życiowa  hydrofitów (roślin wodnych). Są to rośliny zakorzenione w podłożu, mające długie i ulistnione łodygi, ale bez specjalnych liści pływających. Do roślin tych należą np. gatunki z rodzajów moczarka (Elodea), rupia (Ruppia), wywłócznik (Myriophyllum), okrężnica (Hottonia). W wąskim ujęciu do elodeidów zalicza się wyłącznie rośliny o liściach niepodzielonych i ułożonych okółkowo, co obejmuje przedstawicieli rodzajów egeria, moczarka, nadwodnik i przęstka, podczas gdy podobne makrofity o liściach podzielonych są wyodrębniane jako myriofylidy.
Pojęcie elodeidów  odnosi się do kategoryzacji form życiowych roślin opracowanej przez Den Hartoga i Segala w 1964 r. oraz Segala w 1970 r.